# Amesbury
Amesbury [ejmzberi] je městečko v jihozápadní Anglii, na řece Avoně, asi 13 km S od Salisbury a asi 50 km SZ od Southamptonu. Proslavilo se archeologickými vykopávkami a hlavně blízkostí Stonehenge, které leží asi 3 km západně od Amesbury.

## Historie
Amesbury byl brod přes řeku Avonu. V sousedním Durringtonu byla objevena neolitická vesnice a v okolí mnoho památek z rané doby bronzové (podobně jako Stonehhenge). Je zde velká tvrz z doby železné, anglo-římské pohřebiště a další doklady stálého osídlení. Ještě před invazí Sasů v 6. století zde patrně byl klášter, který roku 979 obnovili benediktini a roku 1177 zrušil Jindřich II. Roku 1291 byla ve zdejším kostele pohřbena královna Eleonora Provensálská.

## Archeologie
Kromě světoznámého Stonehenge byl v blízkosti Amesbury roku 2003 objeven hrob „lučištníka z Amesbury“ (také „krále ze Stonehenge“) - patrně významného muže, který zemřel kolem roku 2300 př. n. l. Hrob obsahoval velké množství pazourkových hrotů, několik měděných nožů a zlaté šperky.
Společný hrob „lučištníků z Boscombe“ přibližně z téže doby obsahoval kostry tří mužů, mladíka a tří dětí, patrně příbuzných. Také v tomto hrobě bylo mnoho šípových hrotů a bronzových nádob.

## Odkaz v umění
Do městečka je situován děj písně Čarodějnice z Amesbury od české folkové skupiny Asonance. Text písně pojednává o čarodějnických procesech.